# 사랑의 전주곡
사랑의 전주곡(Desk Set)은 미국에서 제작된 월터 랭 감독의 1957년 영화이다. 스펜서 트레이시 등이 주연으로 출연하였고 헨리 에프런 등이 제작에 참여하였다.

## 출연

### 주연
- 스펜서 트레이시
- 캐서린 헵번
- 기그 영

### 조연
- 조앤 블론델
- 디나 메릴
- 수 랜들
- 니바 패터슨

## 제작진
- 미술: 모리스 랜스퍼드
- 미술: 라일 R. 휠러
- 의상: 찰스 러 메어